# Oligotylus
Oligotylus is een geslacht van wantsen uit de familie van de Miridae (Blindwantsen). Het geslacht werd voor het eerst wetenschappelijk beschreven door Edward Payson Van Duzee in 1916.

## Soorten
Het genus bevat de volgende soorten:

- Oligotylus brevitylus (Slater & Knight, 1954)
- Oligotylus carneatus (Knight, 1930)
- Oligotylus ceanothi (Schuh, 2000)
- Oligotylus centralis (Schuh, 2000)
- Oligotylus cercocarpicola (Knight, 1930)
- Oligotylus maneadero (Schuh, 2000)
- Oligotylus meridionalis (Schuh, 2000)
- Oligotylus merinoi (Knight, 1968)
- Oligotylus nigerrimus (Van Duzee, 1916)
- Oligotylus paracarneatus (Schuh, 2000)
- Oligotylus pintoi (Schuh, 2000)
- Oligotylus pluto (Van Duzee, 1917)
- Oligotylus purshiae (Knight, 1968)
- Oligotylus saxifragicola (Schuh, 2000)
- Oligotylus schwartzi (Schuh, 2000)
- Oligotylus yavapaiensis (Schuh, 2000)